# Église Sainte-Marie de Quarante
L'église Sainte-Marie de Quarante est une église romane située à Quarante dans le département français de l'Hérault en région Occitanie.

## Étymologie
L'étymologie populaire veut que la ville de Quarante tire son nom de quarante martyrs chrétiens morts en cette ville, mais la ville tire en fait son nom du nom latin de la rivière Quarante : Caranta, la rivière sablonneuse.

## Historique

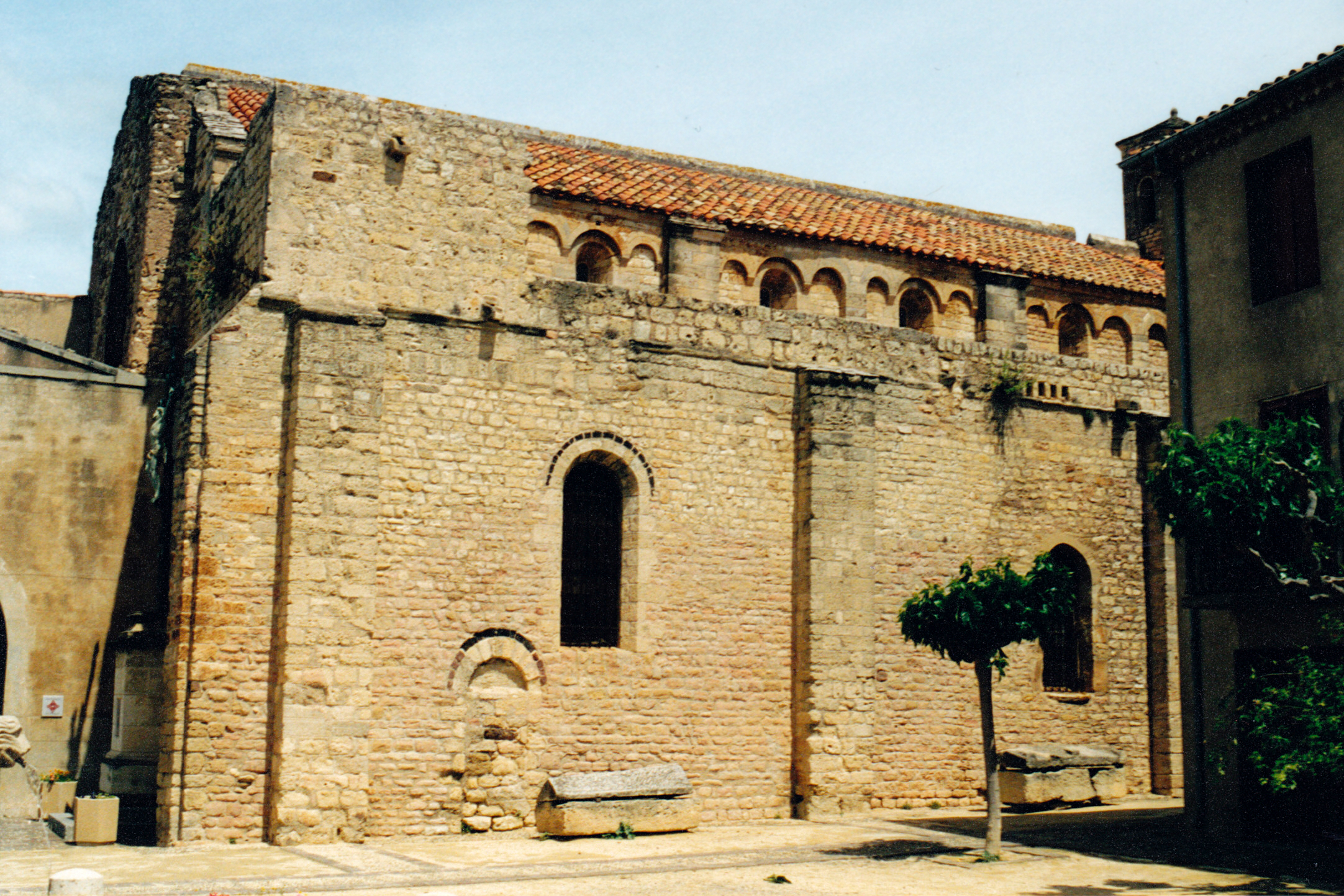
La façade du collatéral sud surélevée à des fins défensives
et l'étage supérieur de la nef, orné de bandes lombardes.

L'église de Quarante apparaît dans les actes dès le Xe siècle sous les noms de Sancta Maria de Vico Quadraginta (902), Sancta Maria ad Quarante (961) et Sancta Maria de Quadraginta (990).
En 902, un concile de Narbonne mentionne un différend entre Théodebald, prêtre de Quarante et Thédoric de Cruzy : l'église y est citée sous la forme Sanctae Mariae de vico cognomento Quadraginta.
À la fin du Xe siècle apparaît une communauté de chanoines réguliers desservant l'église de Quarante qui prend le nom d'abbaye. Plusieurs testaments sont passés en faveur cette abbaye : en 961, celui de Raymond, comte de Rouergue; en 967 et 990, ceux d'Adélaïde, vicomtesse de Narbonne; en 1005, celui d'Ermengaud, son fils, archevêque de Narbonne. On peut supposer que ces deux derniers personnages font partie des fondateurs de l'abbaye. L'église a alors été reconstruite. En 982, l'archevêque Ermengaud procède à la dédicace de l'église. En 1016, c'est Urbain, évêque de Béziers, qui consacre une chapelle dédiée à saint Martin. Le premier abbé connu est Bérenger. Ce sont les archevêques de Narbonne qui nomment les chanoines, qui doivent prier pour les défunts de la famille de Narbonne. En 1053, « le 14 des ides de novembre, il y eut une assemblée au comté de Narbonne, dans un village appelé Quarante, au cours de laquelle Guifred de Cerdagne, archevêque de Narbonne, Bérenger, évêque de Béziers, et Gontier, évêque d'Agde, firent la dédicace de l'église en l'honneur de la Sainte Mère de Dieu et consacrèrent les autels des saints Dalmace et Laudebert martyrs, de saint Jean-Baptiste et de sainte Croix ».
L'église fut construite aux XIe et XIIIe siècles et a subi des transformations au XVIIIe siècle.
Elle fait l'objet d'un classement au titre des monuments historiques depuis le 19 décembre 1907.

## Architecture

### Architecture extérieure
L'église est édifiée en pierre de taille assemblée en appareil irrégulier et couvert de tuiles.
Elle possède un clocher carré à flèche octogonale dont la masse écrase le petit clocheton octogonal qui surmonte la croisée du transept.
L'accès à l'église se fait par un porche du XIIe siècle remanié au XVIIe siècle en style classique. Ce porche, qui masque la façade occidentale de l'église, est édifié en pierre de taille assemblée en grand appareil et est surmonté d'un fronton triangulaire en pierre calcaire.
La façade du collatéral sud, soutenue par des contreforts plats, est percée de fenêtres cintrées dont l'arc est mis en valeur par un cordon de basalte noir qui en borde l'extrados. Cette façade présente une surélévation défensive (repérable grâce à une variation de couleur et d'appareil de la maçonnerie) qui rend difficilement visible l'étage supérieur de la nef, orné de lésènes et de bandes lombardes.
Au nord-est, l'église se termine par un élégant chevet de style roman lombard difficile à apprécier vu le manque de recul.

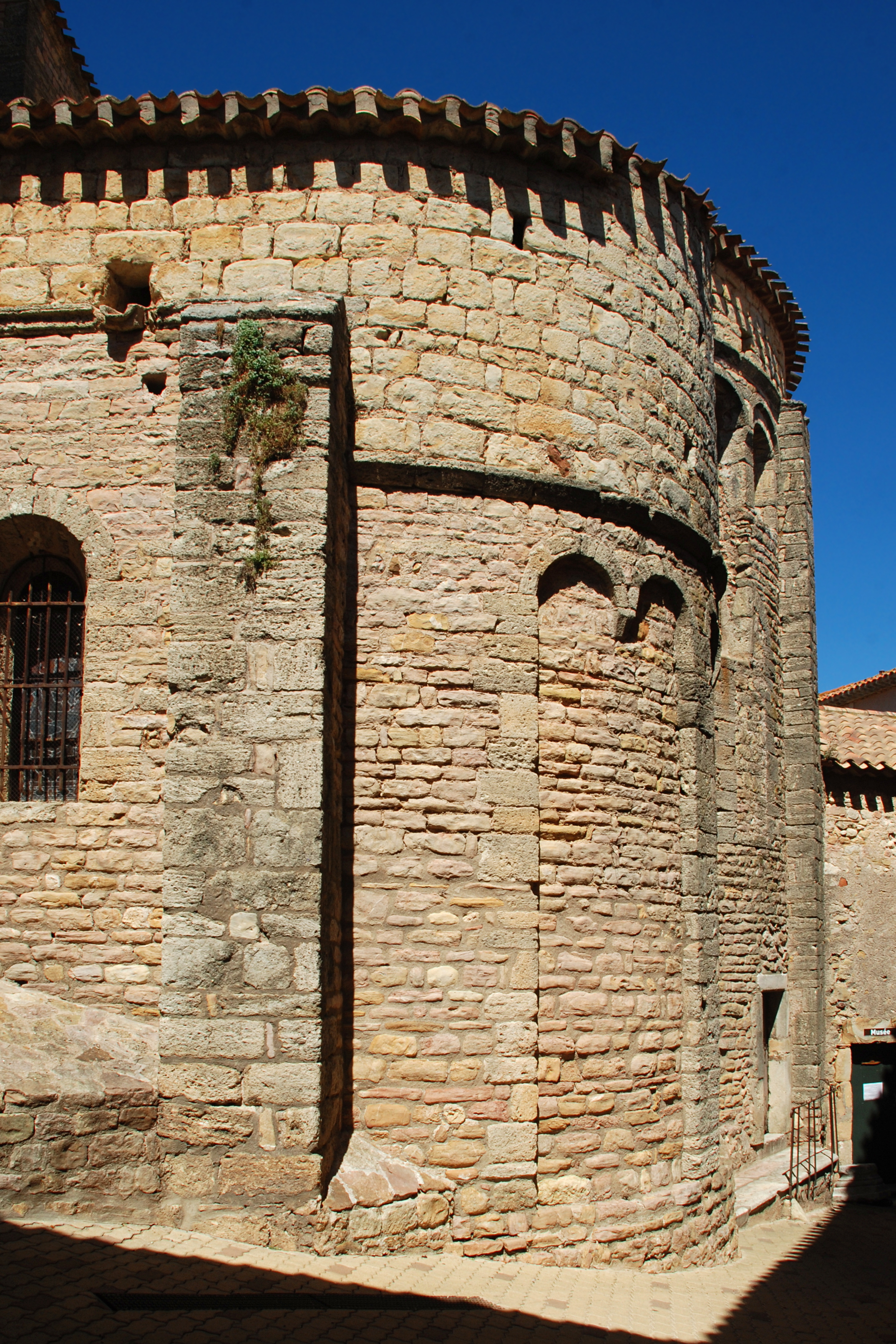
Le chevet roman lombard.
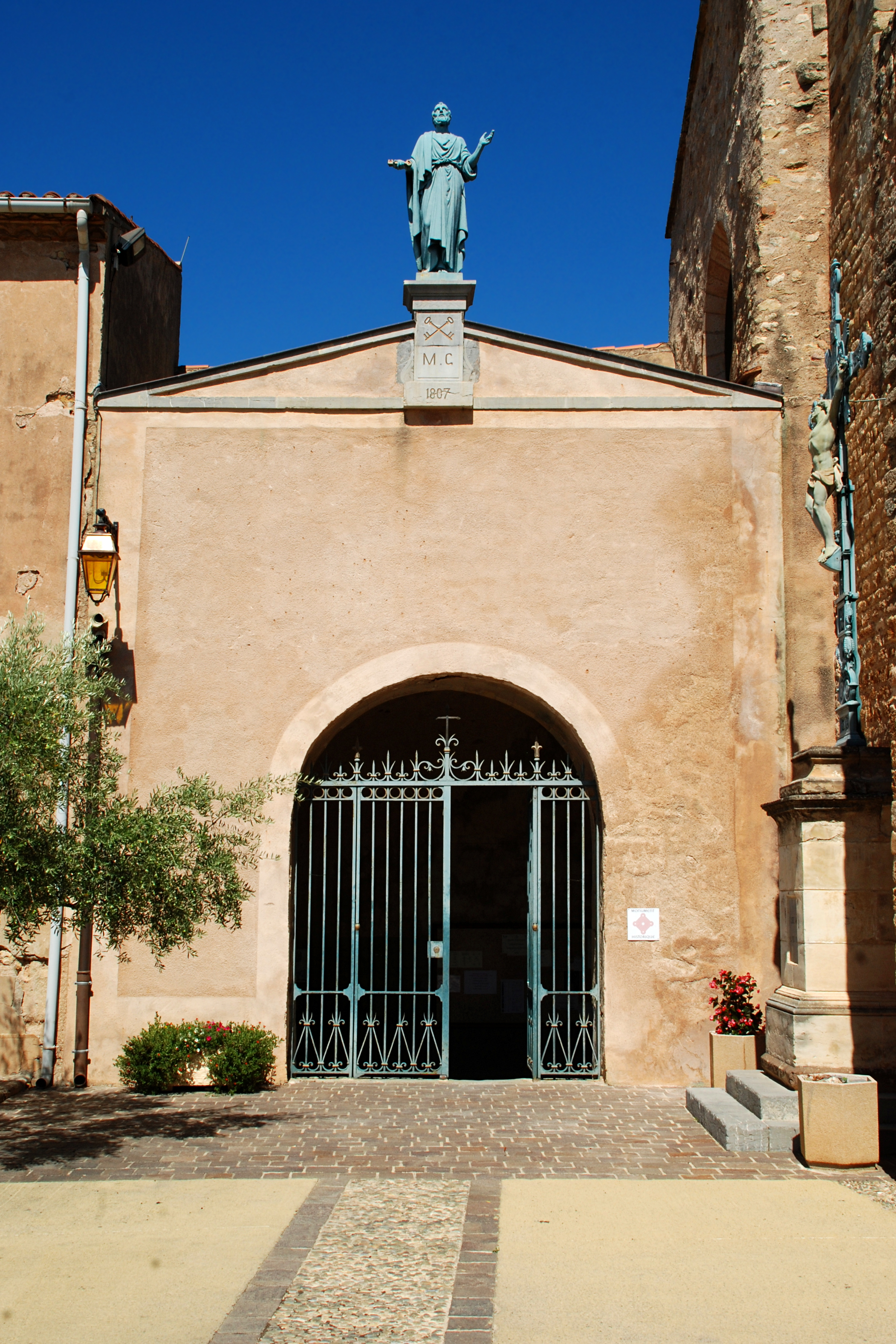
Le porche.
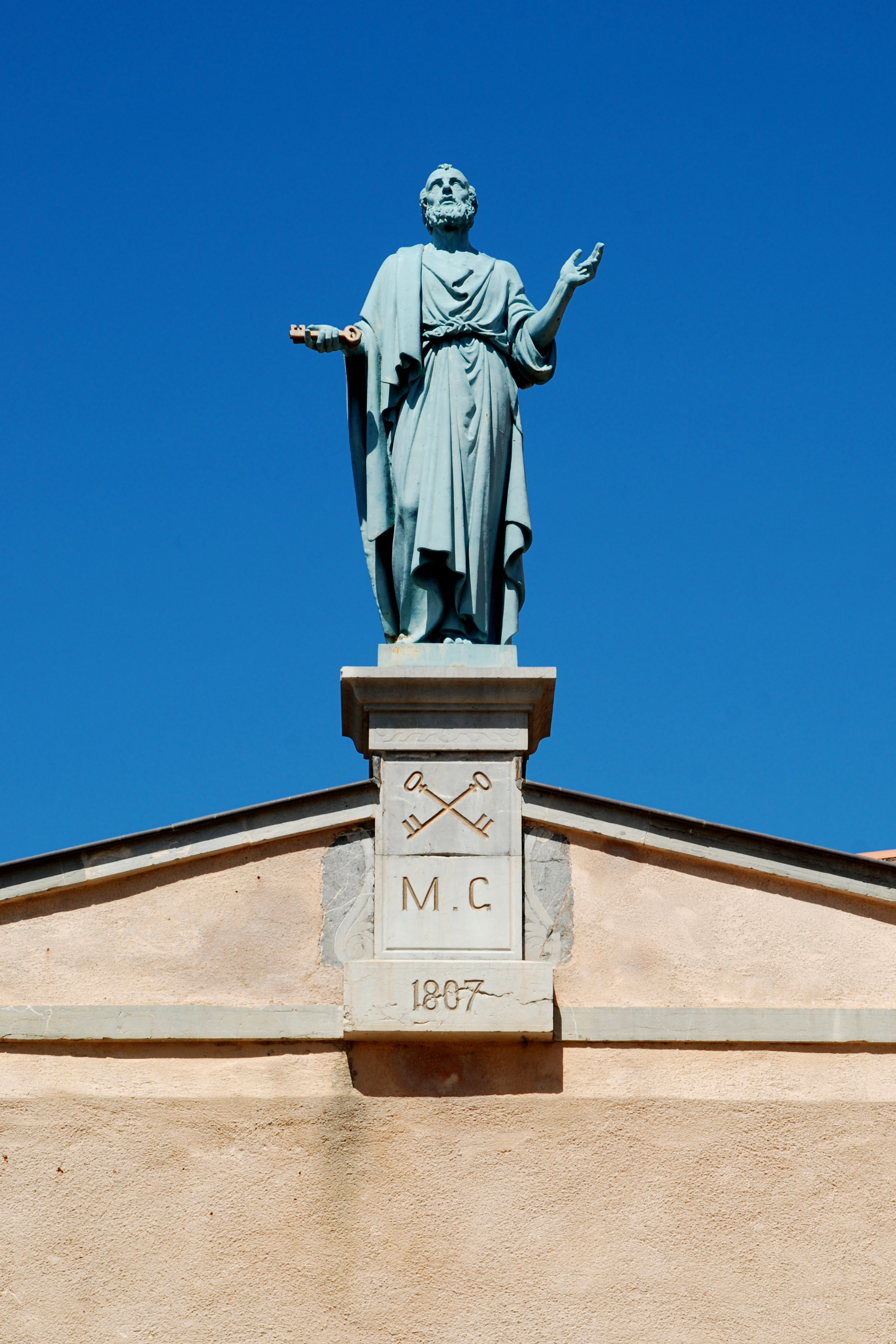
La statue de saint Pierre.
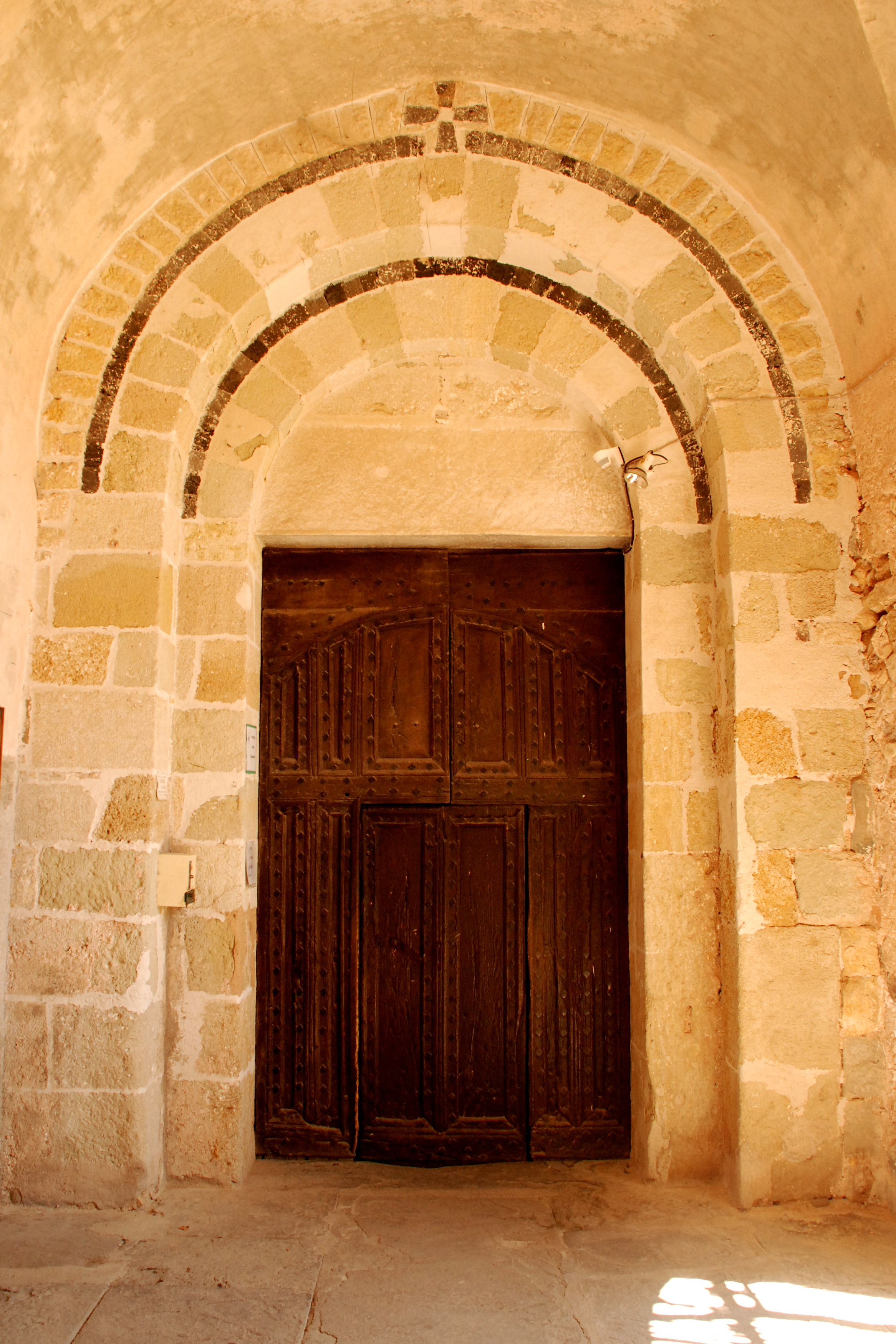
La porte romane.

### Architecture intérieure

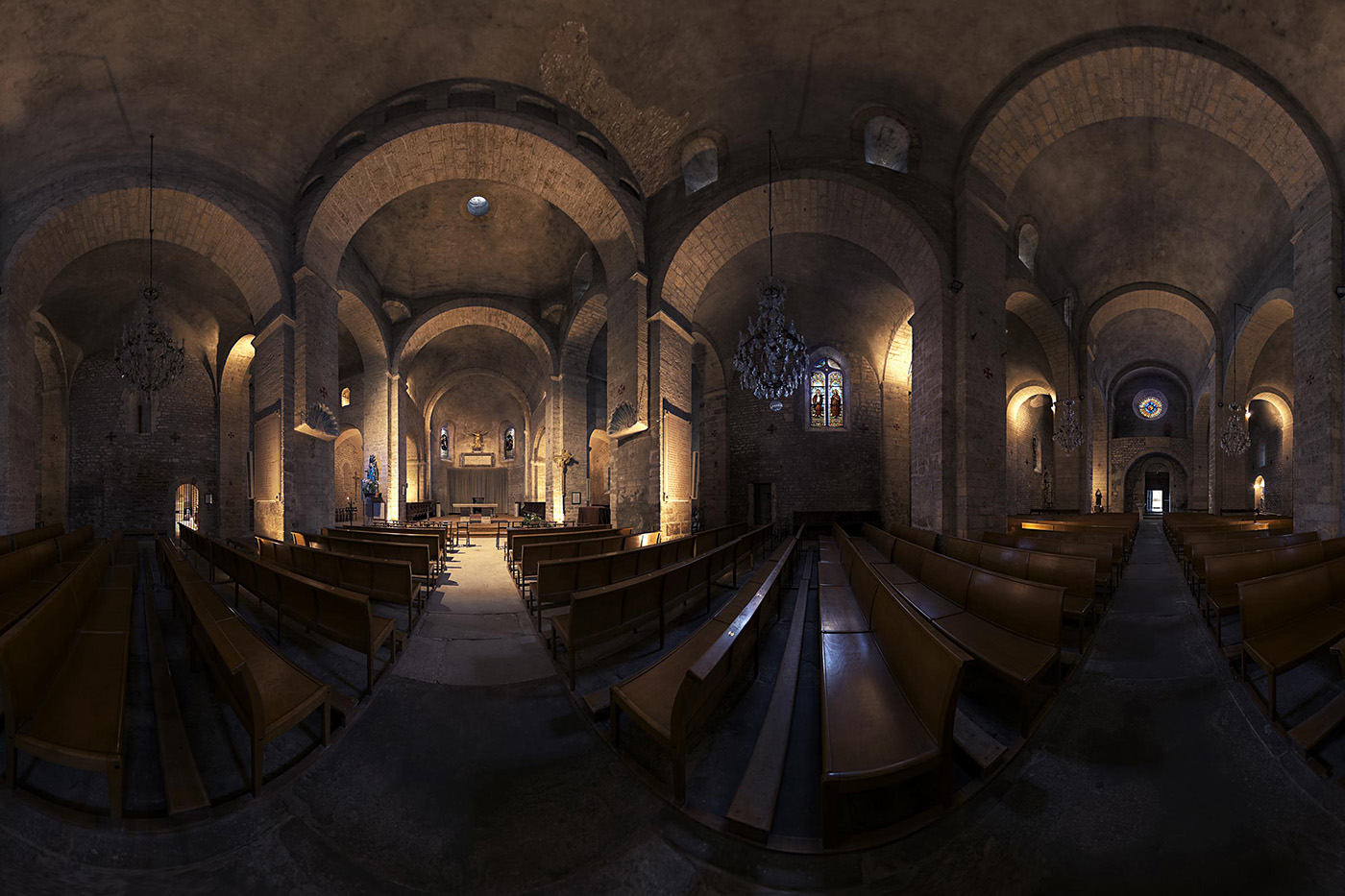
Vue à 360° de l’intérieur de l'église.
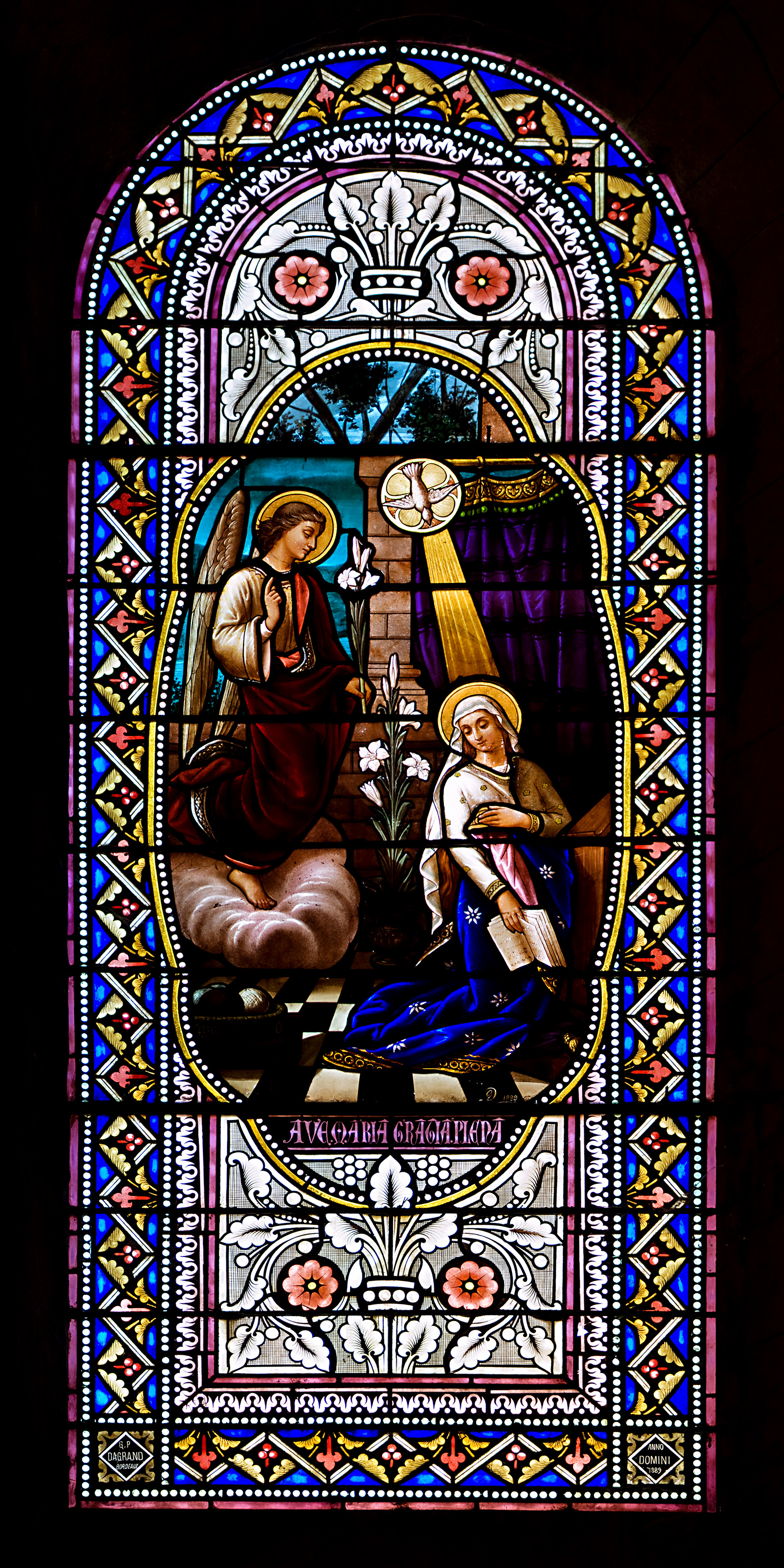
Un des vitraux de l'église.

## Patrimoine
L'église Sainte-Marie contient deux « autels à lobes » (tables d'autel en marbre dont le pourtour est orné d'arcs outrepassés) du XIe siècle.
L'un orne l'absidiole gauche et l'autre, le maître-autel, est avec sa décoration raffinée un des plus beaux autels à lobes languedociens.